# 国際高校柔道選手権大会
国際高校柔道選手権大会（こくさいこうこうじゅうどうせんしゅけんたいかい）は高校柔道の団体戦の国際大会。フジテレビ主催の国際スポーツフェアのメインイベントのひとつとして毎年5月3日に国立代々木競技場第一体育館で開催されていた。

## 概説
1985年に日本、西ドイツ、アメリカ、韓国の高校生が参加して第1回大会が開催される。翌年はフランス等が参加するようになり、1988年にはソ連も参加するようになる。しかし1992年の第8回大会をもって大会の幕が閉じることとなった。なお、この大会は国別団体戦のみで個人戦は設けられなかった。
大会終了後はエキシビションとして当時の世界チャンピオン達による得意技の披露や、各国の参加選手との乱取りなども行われた。

## 結果
| 開催年 | 優勝 | 2位          | 3位            | 3位            | 最優秀選手 |
| ------ | ---- | ------------ | -------------- | -------------- | ---------- |
| 1985年 | 日本 | 韓国         | 西ドイツ       | アメリカ合衆国 | 古賀稔彦   |
| 1986年 | 日本 | 韓国         | 西ドイツ       | フランス       | 柴田裕二郎 |
| 1987年 | 日本 | フランス     | 西ドイツ       | 韓国           | 吉田秀彦   |
| 1988年 | 日本 | ソビエト連邦 | フランス       | 韓国           | 柿原章男   |
| 1989年 | 日本 | 韓国         | 西ドイツ       | フランス       | 松本昌広   |
| 1990年 | 日本 | 韓国         | フランス       | ブルガリア     | 真喜志慶治 |
| 1991年 | 日本 | 韓国         | ソビエト連邦   | ドイツ         | 窪田茂     |
| 1992年 | 日本 | 韓国         | 独立国家共同体 | フランス       | 瀧本誠     |

### 主な出場選手
- 古賀稔彦（1985年）
- 吉田秀彦（1986年、1987年）
- 秀島大介（1987年）
- 中村佳央（1988年）
- 中村行成（1989年）
- 真喜志慶治（1990年）
- 園田隆二（1991年）
- 中村兼三（1991年）
- 窪田茂（1991年）
- 瀧本誠（1992年）
- 徳野和彦（1992年）
- 金炳周（1986年）
- ダビド・ドゥイエ（1987年）
- ダビド・ハハレイシビリ（1988年）
- ウラジーミル・ジェボアーゼ（1988年）
- 全己盈（1990年、1991年）
- ダルセル・ヤンジ（1991年）
- 趙麟徹（1992年）